# Sint-Jan-ter-Biezen
Sint-Jan-ter-Biezen is een dorpje in de Belgische provincie West-Vlaanderen, op het grondgebied van de gemeente Poperinge. Het ligt op de grens van de hoofdgemeente Poperinge en deelgemeente Watou.

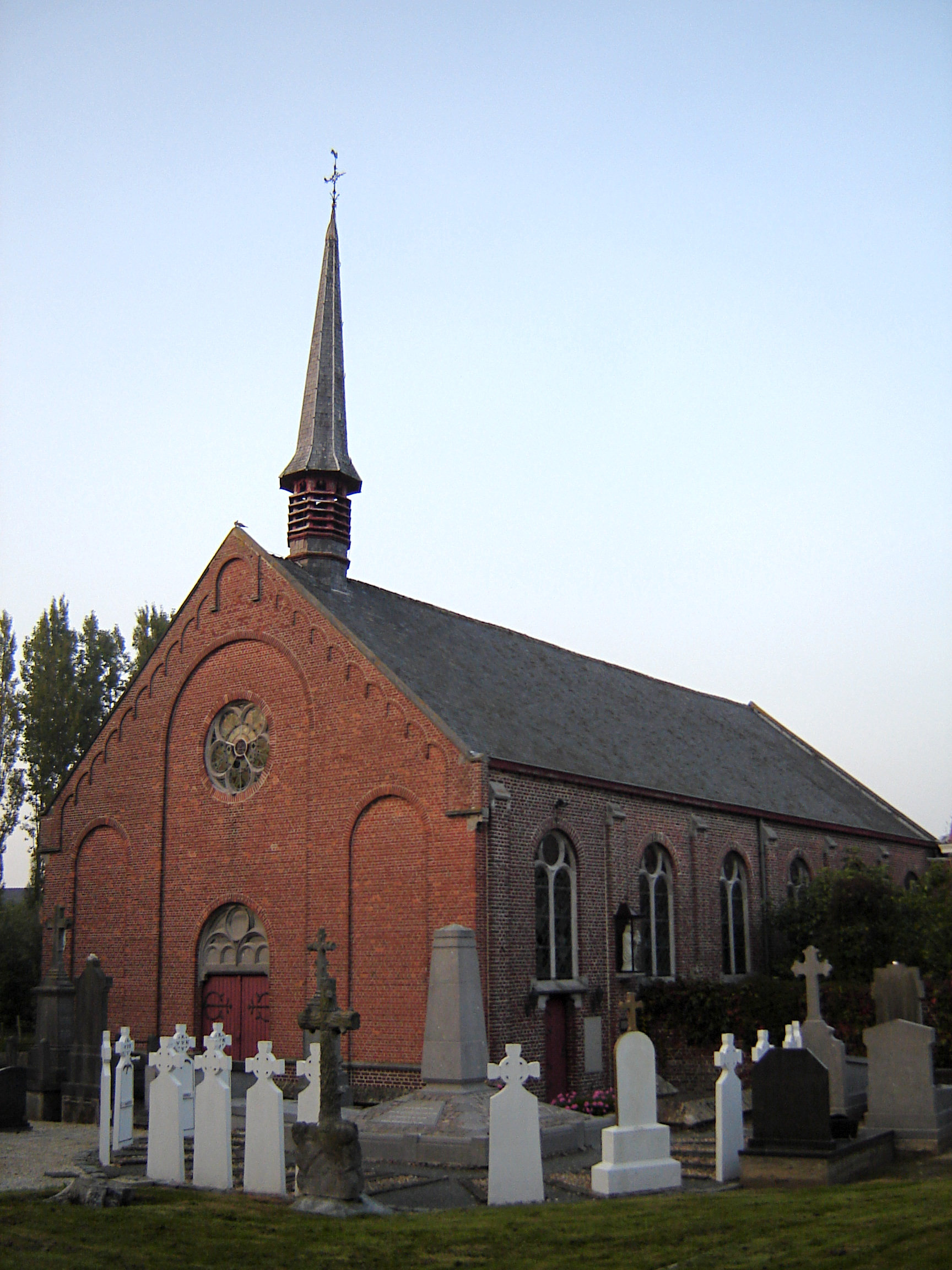
Sint-Janskerk

Het plaatsje is een parochie sinds 1874. In Sint-Jan-ter-Biezen staat de Sint-Janskerk, die gebouwd werd in 1893-94 en 1906. Het is een zaalkerk met dakruiter. De kerk werd in 1971 gedeeltelijk door onweer vernield maar was zes jaar later weer hersteld.

## Natuur en landschap
Ten noorden van Sint-Jan-ter-Biezen strekken zich de Bossen tussen Sint-Jan-ter-Biezen en Sint-Sixtusabdij uit, een landschappelijk en cultuurhistorisch belangrijk gebied.

## Nabijgelegen kernen
Poperinge, Watou, Proven, Abele